# Piper cercidiphyllum
Piper cercidiphyllum är en pepparväxtart som beskrevs av William Trelease. Piper cercidiphyllum ingår i släktet Piper och familjen pepparväxter. Inga underarter finns listade i Catalogue of Life.